# Villa Badoer
La Villa Badoer, también llamada «La Badoera», fue construida por el arquitecto Andrea Palladio en Fratta Polesine, valle del río Po (región del Véneto) entre los años 1556 y 1563 bajo el auspicio del «Magnífico Señor Francesco Badoero». Es una de las más armoniosas por proporción y forma entre las obras del famoso arquitecto vicentino. El edificio, junto con otras villas palladianas, es un monumento Patrimonio de la Humanidad según la Unesco.

## Historia
La villa fue encargada en 1554 por Francesco Badoer, un personaje de ambiente modesto, sin relevancia pública pero descendiente de una ilustre familia de la República de Venecia, que por una asociación con la familia Loredan y del matrimonio con Lucetta, hija de Francesco Loredan, recibió en herencia grandes terrenos en el amplio fondo de la Vespara en los alrededores de la Fratta.
Siguiendo una tendencia muy difundida entre la aristocracia veneciana bajo la Liga de Cambrai, al dirigir la atención a la tierra firme para favorecer las inversiones propias sentían la necesidad de crear un lugar desde el que administrar la propiedad, y al mismo tiempo manifestar el prestigio económico unido a través de una villa de características adecuadas. Procede entonces al drenaje del Vespara y a adquirir otros fundos en la localidad de Bragola, donde había procedido a la construcción de la villa proyectada por Andrea Palladio con doble valor económico y estético.
Construida y habitada en el 1556, la villa debía ser por tanto funcional en cuanto a la dirección de las tareas agrícolas y al mismo tiempo signo visible de la presencia, por así decir feudal, de los Badoer sobre el territorio: no por casualidad el edificio surge sobre el lugar donde se alzaba un antiguo castillo medieval. Palladio busca una unión eficaz entre ambos significados, uniendo el majestuoso cuerpo dominical a las dos barchesse dobladas en semicírculo que ocultan los establos y otros anejos agrícolas.
La villa estaba aún en fase de construcción en 1557, observando un mapa de los ingenieros Nicolò dal Cortivo y Giacomo Castaldo, mientras que en una declaración a los Diez Sabios del mismo Francesco Badoer está ciertamente acabada en 1564–1566.
Aún hoy la presencia del blasón de alianza entre las dos familias en las decoraciones pictóricas quedan como testimonio del matrimonio entre los Badoer y los Loredan, que se puede considerar en los orígenes de los acontecimientos que llevaron a la construcción de la villa.
La villa fue renovada a finales del siglo XX.

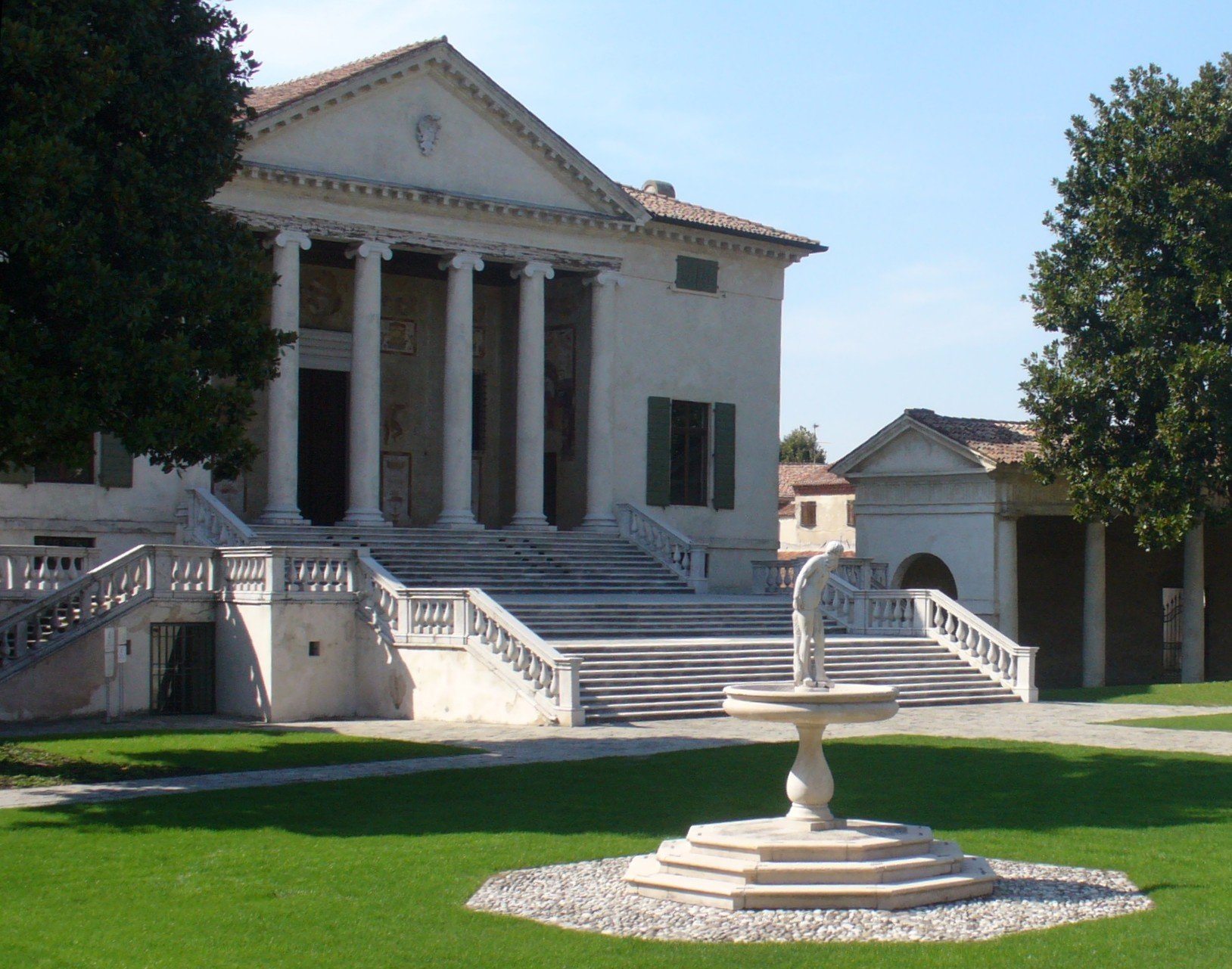
Villa Badoer, Fratta Polesine.

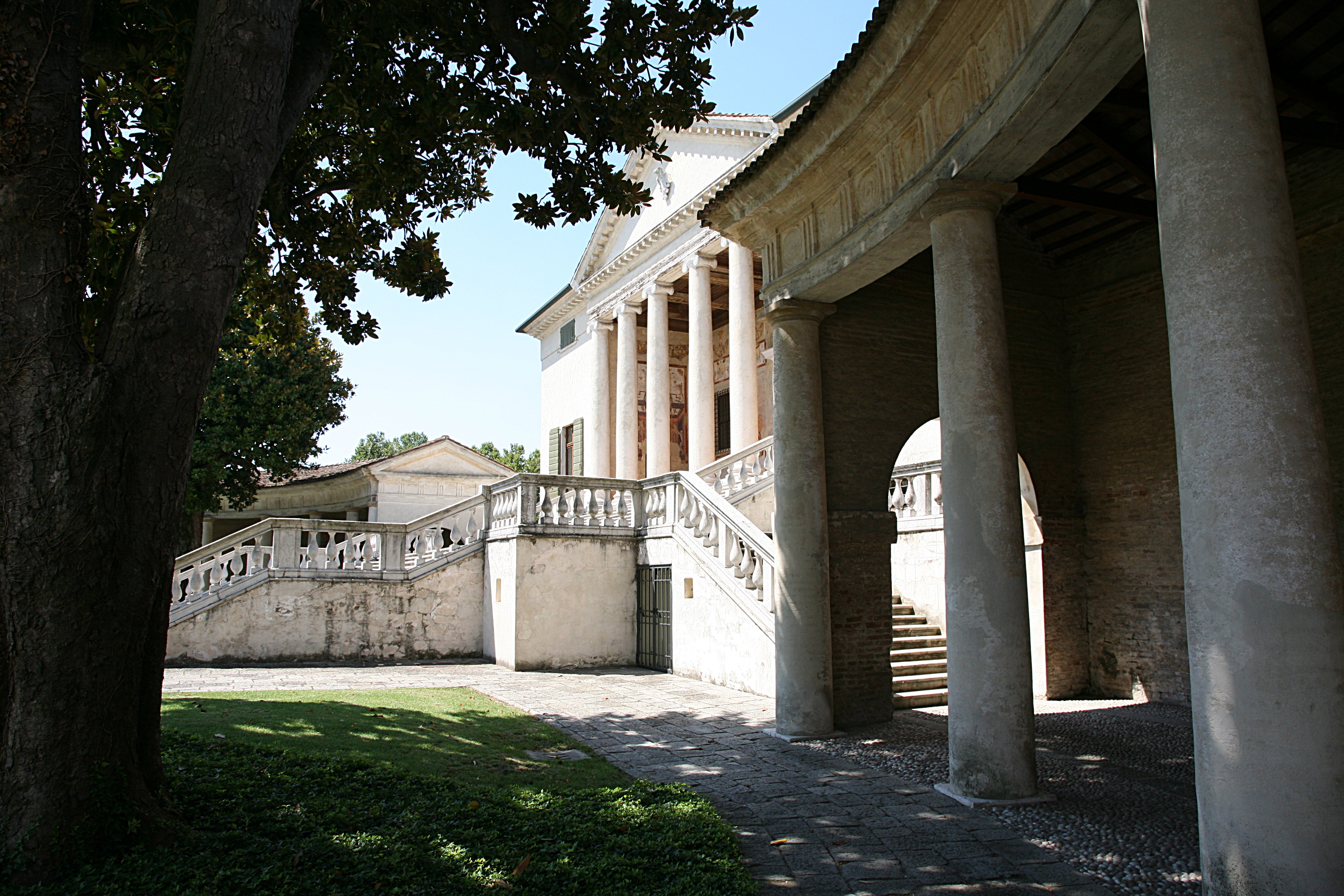
El bloque principal desde la columnata curvada.

## Arquitectura
Fue construido sobre las bases de un antiguo castillo medieval, ahorrando dinero, y dando una base ligeramente alta al edificio. Una gran escalera de entrada, alta e imponente, era requerida entonces para llevar majestuosamente a la puerta delantera de la villa y asegurando respeto por parte del visitante.  Fue la primera vez que Palladio usó su basamento de templo plenamente desarrollado en la fachada de una villa.
La casa está enmarcada por dos alas con arcadas semicirculares o logias curvadas que originariamente albergaban actividades agrícolas, pues era una villa en la que se trabajaba verdaderamente, como la Villa Emo y algunos otros diseños de Palladio. A diferencia de otras villas palladianas «aladas», las alas aquí no tocan realmente la villa, y quedan ligeramente enfrente de ella. Palladio notó que las logias curvadas tenían el efecto de parecer abrazar a los visitantes que llegaban a la casa. Vasari pensó que eran hermosas, e incluso fantásticas. Según Palladio, el interior está ricamente decorado con frescos «inventivos y brillantes», hechos por Giallo Fiorentino. Los críticos arquitectónicos como Witold Rybczynski creen que el interior es bastante pequeño y poco impresionante, en comparación con lo que ellos consideran un exterior grandioso e impresionante.
Como en la mayor parte de las casas diseñadas por Palladio, el ático es un granero, la planta baja es donde se encuentran las estancias habitables (dormitorios, comedores), y el sótano elevado se usa para almacenaje y para habitaciones de servicio como la cocina.
El plano de Villa Badoer presentado en la obra de Palladio I Quattro Libri dell'Architettura es algo diferente respecto a lo que realmente se construyó allí. Por ejemplo, no hay pórtico en la parte posterior y la techumbre es diferente.